# 维诺霍拉德内 (扎波罗热州)
47°12′14″N 35°33′33″E / 47.20389°N 35.55917°E
維諾霍拉德內（烏克蘭語：Виноградне）是位於烏克蘭東南部的村莊，由扎波羅熱州波洛希區的莫洛昌斯克市鎮負責管轄。該村面積0.84平方公里，海拔高度31米，2001年人口410，人口密度每平方公里486.9人。